# Suite en ré
Série
Fugue en ré
(1998)
Pour plus de détails, voir Fiche technique et Distribution.
Suite en ré est un téléfilm français réalisé par Christian Faure, diffusé le 17 décembre 2000 sur France 2.

## Synopsis
Loulou n'assume pas le fait d'être père et grand-père au même moment. Il se réfugie dans un coin de l'île, seul pour réfléchir... et décide de s'y installer pour ouvrir un restaurant. Le reste de la famille le rejoint...

## Fiche technique
Source : IMDb, sauf mention contraire
- Réalisation : Christian Faure
- Scénariste : Didier Cohen
- Production : Jean-Luc Azoulay
- Création des décors : Sebastian Birchler
- Pays d'origine : France
- Genre : Comédie
- Durée : 88 minutes
- Tournage : Ile de Ré
- Date de diffusion : 17 décembre 2000 sur France 2

## Distribution
- Guy Marchand : Loulou Roche
- France Zobda : Coco Moreau
- Stéphanie Pasterkamp : Anaïs Roche
- Ambroise Michel : Julien Moreau
- Firmine Richard : Rose Bonaventure
- Michel Crémadès : Poupard
- Sarah Haxaire : Gina Lafosse
- Pierre Diot : Gérard Lafosse
- Frédéric de Pasquale : Joseph Pouget
- Adama Niane : Monsieur Merlin
- Géraldine Loubet : Femme Star 1
- Pierre Renverseau : Homme star 1
- Tala N'Diaye : Sisséké
- Johnny Rock : La Star
- Tuong Vi Van : Minh
- Omar Dawson : Kamel
- Patrice Juiff : Hell's n°1

## Préquelle
Ce téléfilm a une préquelle tournée en 1998 : Fugue en ré